# 도쿄도립 도요타마 고등학교
도쿄도립 도요타마 고등학교(일본어: 東京都立豊多摩高等学校)는 일본 도쿄도 스기나미구 나리타니시에 위치한  고등학교이다.

## 연혁
- 1940년 도쿄부립13중학교로 설립
- 1941년 도쿄부립도요타마중학교로 개칭
- 1948년 학제개편으로 인한 도쿄부립13신제고등학교가 됨
- 1950년 도쿄도립도요타마고등학교로 개칭(남녀공학)
- 1952년 학구 합동선발제도 도입
- 1967년 학교 군 제도 도입(스기나미고등학교, 오기쿠보고등학교와 33군을 짬)
- 1982년 그룹 합동선발제도 도입(사기노미야, 후지 무사시가오카, 오기쿠보, 스기나미구, 서, 에이후쿠 각 학교가 31그룹에 편성)
- 1993년 정시제 모집 중지
- 1994년 현재의 단독선발제도 도입
- 1995년 현재의 교사동 준공
- 2003년 2학기제 이행
- 2005년 학우들에 의한 위원회 재편
- 2006년 해당년도부터 도쿄도의 중점 지원학교로 지정(문부과학성에서 『학력 향상 거점 형성 사업』으로 인한 「확실한 학력 육성을 위한 실천연구추진학교」로 지정)
- 2007년 진학지도 추진학교 지정
- 2008년 3학기제로 되돌림
- 2009년 스포츠 교육 추진 학교로 지정